# Celiptera variolosa
Celiptera variolosa är en fjärilsart som beskrevs av Walker 1858. Celiptera variolosa ingår i släktet Celiptera och familjen nattflyn. Inga underarter finns listade i Catalogue of Life.